# Curt Harnett
Curtis Melvin „Curt” Harnett (ur. 14 maja 1965 w Toronto) – kanadyjski kolarz torowy, trzykrotny medalista olimpijski oraz dwukrotny medalista mistrzostw świata.

## Kariera
Pierwszy sukces w karierze Curt Harnett osiągnął w 1984 roku, kiedy zdobył srebrny medal w wyścigu na 1 km podczas igrzysk olimpijskich w Los Angeles. W wyścigu tym wyprzedził go jedynie reprezentant RFN Fredy Schmidtke, a trzecie miejsce zajął Fabrice Colas z Francji. Trzy lata później wystąpił na igrzyskach panamerykańskich w Indianapolis, gdzie zwyciężył na 1 km, a w sprincie indywidualnym zajął trzecie miejsce. Na igrzyskach olimpijskich w Seulu w 1988 roku w wyścigu na 1 km był jedenasty, a w sprincie odpadł już w kwalifikacjach, jednak na mistrzostwach świata w Maebashi w 1990 roku zdobył srebrny medal w sprincie, przegrywając tylko z Billem Huckiem z NRD. W tym samym roku zajął także drugie miejsce w sprincie podczas igrzysk Wspólnoty Narodów w Auckland. Igrzyska w Barcelonie w 1992 roku przyniosły mu kolejny medal w sprincie, tym razem brązowy – na podium stanęli jeszcze Niemiec Jens Fiedler i Australijczyk Gary Neiwand. W swej koronnej konkurencji Kanadyjczyk zdobył jeszcze srebrne medale na igrzyskach Wspólnoty Narodów w Victorii w 1994 roku i mistrzostwach świata w Bogocie w 1995 roku, a na rozgrywanych w 1996 roku igrzyskach olimpijskich w Atlancie był trzeci za Jensem Fiedlerem i Martym Nothsteinem z USA.